# Зенкерування

А — свердління; В — розточування; С — розвірчування; D — зенкерування; E, F — цекування (торцеве зенкування); G — зенкування; H — нарізання різі

Зенкерува́ння — (від нім. Senken — проходити, поглиблювати (шахту)) — вид механічної обробки різанням, при якій відбувається обробка циліндричних і конічних отворів в деталях з метою збільшення їхнього діаметра, покращення точності та якості (шорсткості) поверхонь. Зенкерування належить до напівчистових видів обробки різанням. Термін може вживатись у кількох значеннях близьких між собою за суттю:
1. (англ. hole-enlarging) у значенні обробки поверхонь попередньо просвердлених, одержаних штампуванням або литвом;
2. (англ. hole trueing) як проміжна операція після свердління перед розвірчуванням.
3. (англ. spotfacing[en], squaring) у значенні зенкування — центрування, торцювання (цекування). Зенківки застосовуються для виготовлення внутрішніх фасок. Зенківки можуть мати кути 30°, 45°, 60°, 75°.

Для зенкерування використовують зенкери. Зенкер — це багатолезовий (3—12 лез) інструмент з віссю обертання, при обертанні якого лезами здійснюється оброблення отвору.
Основні види зенкерів:
- машинні з метричним конусом або конусом Морзе;
- насадні.

Швидкість різання при зенкеруванні залежить від матеріалу заготовки та різальної частини інструмента і в середньому становить V = 30…80 м/хв при подачі S = 0,5…1,5 мм/об. Зенкерування забезпечує точність обробки отвору 8-11-го квалітетів при шорсткості поверхні Ra 1,0…2,5 мкм.